# Kalevala Koru
Kalevala Koru ist einer der führenden Schmuckhersteller in Finnland.
Die Schmuckstücke von „Kalevala“ haben lange Tradition. Durch sein Design und die finnischen Wurzeln hat der Schmuck einen hohen Wiedererkennungswert.

## Gründung
Der Hintergrund der Gründung war eine Spendenaktion für ein Denkmal, das die Frauen des Epos „Kalevala“ abbilden sollte. Bei dieser Spendenaktion wurde allerdings nicht genügend Geld gesammelt, so dass die „Kalevala“-Frauen gegründet wurden. Diese fingen an den historischen Schmuck nachzubilden und zu verkaufen, um das Denkmal zu finanzieren. Im Herbst 1937 wurde dann das Unternehmen „Kalevala Koru“ von den „Kalevala“-Frauen Finnlands gegründet.

## Der Schmuck
Die Schmuckstücke sind Nachbildungen oder Variationen aus der Eisenzeit, der reichen Wikingerzeit, dem Mittelalter oder aus den vorigen Jahrhunderten. Sie werden ausschließlich in Finnland hergestellt.
Ein Zeichen dafür, dass „Kalevala“ dem finnischen Ursprung eine hohe Bedeutung beimisst, sind nicht nur die Schmuckartikel selber, sondern auch die Auszeichnung von Kalevala Koru mit der „Schlüsselflagge“ durch den Verband der finnischen Arbeit.
Jedes einzelne Schmuckstück hat seine eigene Geschichte. Sei es die Entstehung, der Fundort, die Symbolik oder auch die Zeit, aus der der Schmuck stammt, zu jeder Kollektion gibt es eine passende Geschichte, die es sich zu erzählen lohnt.

## Das Material
Die verwendeten Rohstoffe stammen größtenteils aus Finnland selbst. Bei der Verarbeitung werden die Umweltnormen geachtet, damit die Luft und das umliegende Gebiet der Produktionsstätte nicht belastet werden.
Der Goldschmuck wird aus einer Goldlegierung von 18 (75 % Goldgehalt) oder aber von 14 Karat (58,5 %) und der Silberschmuck aus Sterlingsilber (925/000) hergestellt. Der Bronzeschmuck wird aus einer Legierung von Kupfer und Zinn angefertigt, wobei sich in einigen Schmuckstücken auch Zink wiederfinden kann. Nickel allerdings wird nie in der Produktion von „Kalevala“-Schmuck verwendet. Um den Schmuck vor dem Oxidieren zu schützen, wird er mit einem Lack überzogen und die Haken der Ohrringe werden aus vergoldetem Silber gefertigt.

## Die Designer
Alle Schmuckstücke werden von hoch angesehenen Designern entworfen. Die Hauptdesignerin ist die Goldschmiedin Kirsti Doukas.

## Die Firma
In seiner Branche ist „Kalevala“ das größte Unternehmen in Finnland und steht in dort laut der Zeitschrift „Markkinointi & Mainonta“ unter den angesehensten Markenzeichen auf Platz elf.
Das Firmengebäude steht in Pitäjänmäki in Helsinki. Dort befinden sich auch die Fabrik, der Verkauf und die Geschäftsführung.
2006 erzielte „Kalevala“ einen Umsatz von 20 Millionen Euro und beschäftigte 210 Mitarbeiter.
Im August 2005 kaufte „Kalevala Koru Oy“ Finnlands anderen bedeutenden Schmuckhersteller „Lapponia Jewerly Oy“ auf. Beide Unternehmen führen ihr Geschäft unter einem Dach in Pitäjänmäki, arbeiten aber weiterhin unter zwei verschiedenen Warenzeichen mit Produkten von hoher Qualität und angesehenem Namen.

## Kalevala in Deutschland
Seit 1997 ist „Kalevala“ auch in Deutschland vertreten. Das „Kalevala“-Juweliergeschäft in Deutschland wurde Ende 2004 geschlossen und Ende 2005 dann auch die deutsche „Kalevala“-Niederlassung. Somit war der „Kalevala“-Schmuck in Deutschland nur noch bei 66 Juwelieren oder online zu erwerben.